# Burchart Bélavary de Sycava

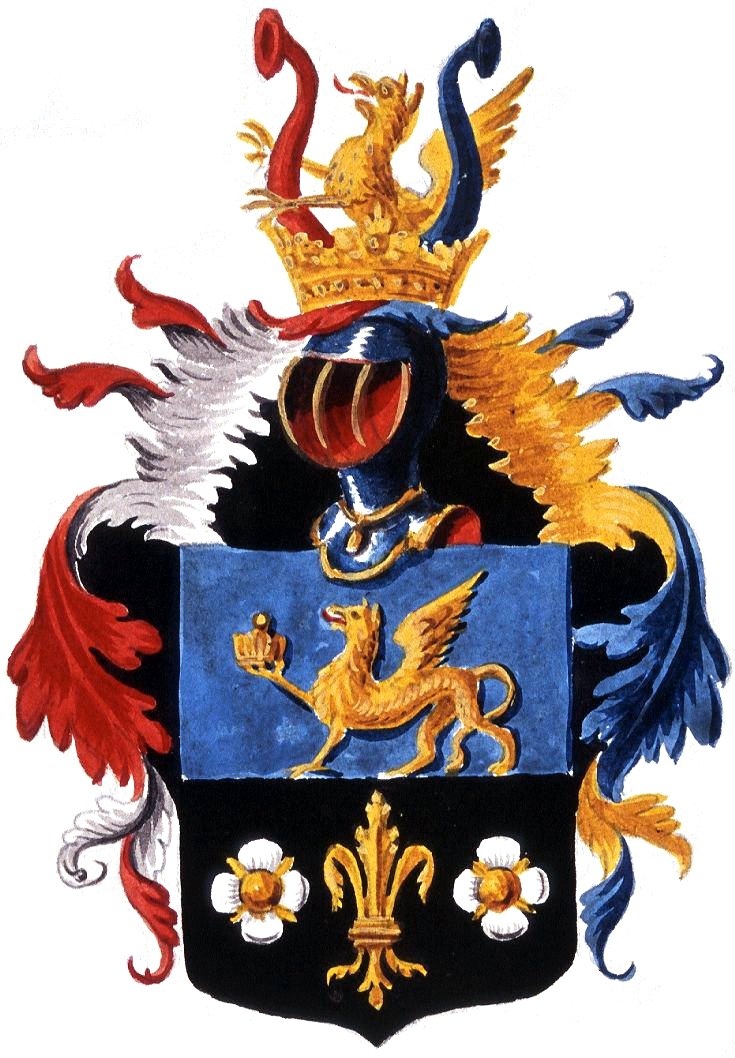
Wappen der Burchart von Bélavary de Sycava

Burchart Bélavary de Sycava ist der Name eines alten ungarischen und deutsch-baltischen Adelsgeschlechts.

## Geschichte
Die Familie stammt aus dem ungarischen Adelsgeschlecht Both. Aus der Familie Burchart Bellavary de Sycava kamen über mehrere Generationen hinweg eine Anzahl von Apotheker und Ärzten der Stadt Reval (Tallinn), die alle den Namen Johannes führten und die anfangs Verwalter, dann Besitzer der Tallinner Ratsapotheke („Große Apotheke“) waren. Während die ersten vier nur Apotheker waren, sind die letzten vier zugleich auch Ärzte. Zwei von ihnen waren auch Stadtphysicus (Amtsärzte) von Reval. Johannes Burchart eröffnete als fünfter die Reihe der Ärzte unter ihnen.

## Familienmitglieder
- György Both von Sykava und Bélavar oder Bélaváry († 1588), Magistrat (von Levice und Gyula), Präfekt (von Levice), Gouverneur der Burg Devín.
- Johannes I. Burchart (1546–1616), Besitzer der Tallinner Ratsapotheke, (von 1582 bis Johannes X. 1911 in Familienbesitz).[1]
- György, Militärrichter von Győr (1657), Militärrichter von Ungarn (1662).
- Dávid Bélaváry (auf 1580-), Gouverneur, einflussreichster Berater von Prinz Gábor Bethlen und dem Präsidenten des Königlichen Hauses von Ungarn.
- Miklós (1611–1670), Richter, Stadtrat und Schatzmeister der Kammer Szepes (1659), Militärgouverneur von Oberungarn (1666).
- Konrad (auf 1790-), polnischer Offizier im Russischen Reich, Generalmajor in Ägypten damalige Gouverneur von Nubien.
- Gusztáv Burchard-Bélaváry (1829–1903), Offizier, Revolutionär, Professor für Wirtschaftswissenschaften, Politikwissenschaft und Wirtschaftsrecht an den Universitäten von Pest und Wien.
- Konrád Burchard-Bélaváry (1834–1916), ungarischer Magnat, Generalkonsul von Brasilien in Budapest. Er heiratete Auguszta Fuchs (1846–1903), Tochter von Rudolf Fuchs (1809–1892), Großnichte von Johann Samuel Fuchs und Stiefschwester von Professor Vilmos Schulek. Ritterkreuz des Franz-Joseph-Ordens.
- Rudolf Burchard-Bélavary (1870-), Fejér Landrat, „Chef de Service“ und Berater des Ministeriums des Innern, Geschäftsmann. Kriegskreuz für Zivilverdienste.
- Pál Burchard-Bélaváry (1873–1932), Kapitän der k.u.k. Husaren, Militärattaché, Sekretär dann k.u.k. Botschaftsrat. Ehemann der Markgräfin Theresia Pallavicini, Großnichte von János von Pallavicini.
- Andor Burchard-Bélaváry (1880–1947), königlicher Regierungsberater (M. kir. kormányfőtanácsos), Geschäftsmann. Ritterkreuz des Franz-Joseph-Ordens.
- Erzsébet von Burchard-Bélavary (1887–1987), ungarische Lehrerin.